# هواپیمایی قطر
قطر ایرویز کیو.سی.اس.سی، شرکت هواپیمایی حامل پرچم قطر است که از ماه اکتبر ۲۰۱۳ به‌ عنوان یکی از اعضای اصلی وان‌ورلد به‌حساب می‌آید.
شرکت هواپیمایی قطر در سال ۱۹۹۳ راه‌اندازی شد و در حال حاضر روزانه به بیش از ۱۵۰ مقصد در آفریقا، آسیای میانه، اروپا، خاور دور، آسیای جنوبی، خاورمیانه، آمریکای شمالی، آمریکای جنوبی و اقیانوسیه پروازهای مستقیم دارد.
دفتر مرکزی این شرکت در شهر دوحه، قطر قرار دارد و فرودگاه بین‌المللی حمد، قطب این شرکت هواپیمایی به‌شمار می‌آید.

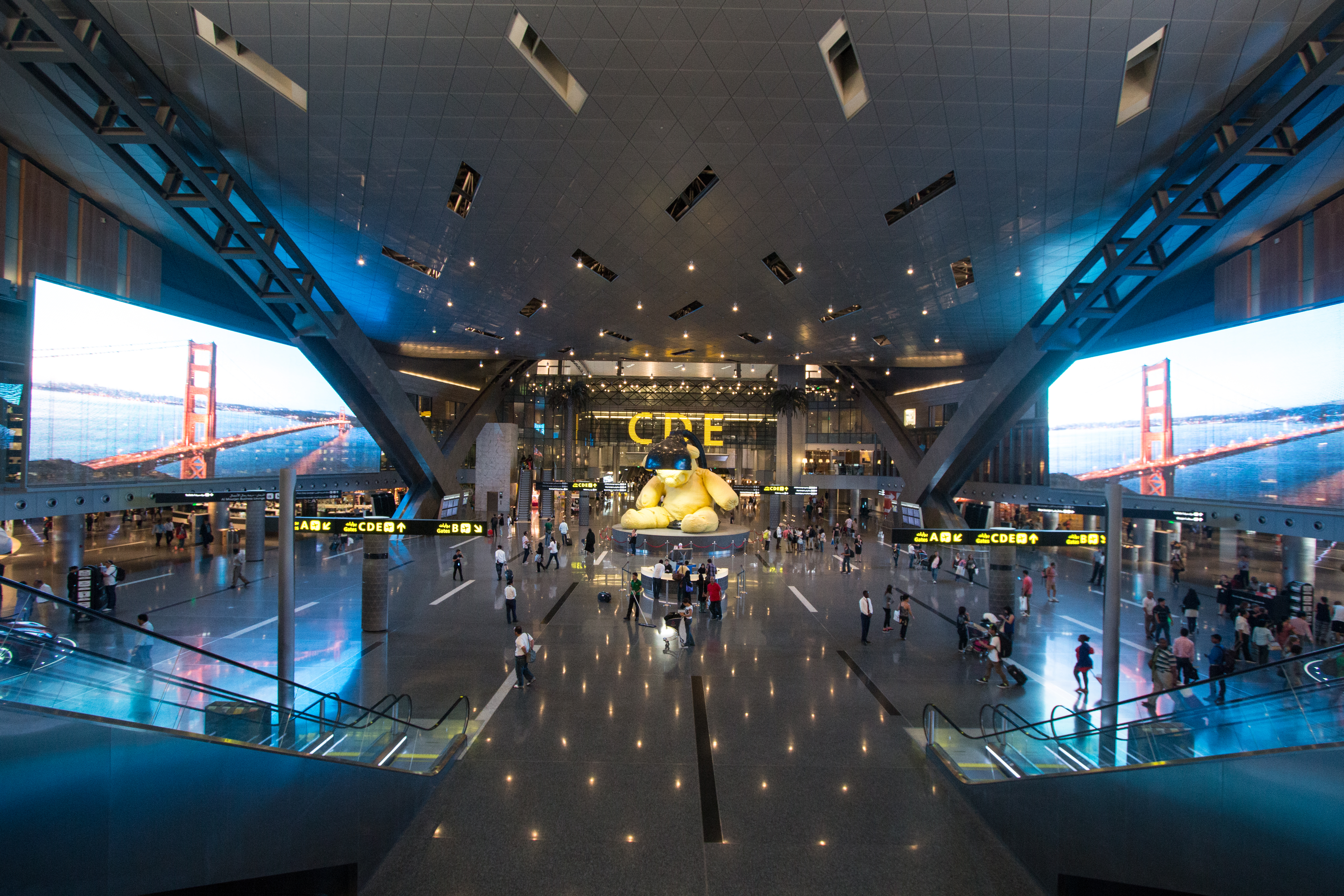
فرودگاه بین‌المللی حمد، قطب شرکت هواپیمایی هواپیمایی قطر

شمار کارکنان شرکت هواپیمایی قطر در سال ۲۰۱۷، بیش از ۲۴٬۰۰۰ نفر اعلام شد. در سال ۲۰۱۷، وبگاه بیزینس اینسایدر شرکت هوایی قطر را در مقام نخست شرکت‌های هوایی قرار داد. شرکت قطر که در چند سال اخیر در بیشتر رده‌بندی‌ها جزو ده شرکت برتر هواپیمایی جهان بوده‌است. بر پایه برآوردی در فوربز در سال ۲۰۱۹ در رتبه چهارم قرار گرفت. هواپیمایی قطر هم‌اکنون با بیش از ۲۲۰ فروند هواپیمای جت مسافربری در ناوگان هوایی خود به بیش از ۱۵۰ مقصد در جهان پرواز می‌کند. گروه هواپیمایی قطر بیش از ۴۳٬۰۰۰ نفر را در استخدام دارد.

## تاریخچه
هواپیمایی قطر در تاریخ ۲۲ نوامبر ۱۹۹۳ رسماً تأسیس شد و نخستین پرواز خود را با یک فروند بوئینگ ۷۶۷ قرض گرفته از کویت ایرویز انجام داد. هواپیمایی قطر در اصل متعلق به خاندان آل ثانی بود ولی در سال ۱۹۹۷ توسط یک تیم مدیریتی جدید، دوباره سازماندهی شد و ۵۰٪ درصد از سهام آن به سرمایه‌گذاران خصوصی فروخته شد. بعد از چند سال هواپیمایی قطر به یکی از رقابتی‌ترین شرکت‌های هواپیمایی تبدیل شد.
هواپیمایی قطر در سال ۲۰۱۰ میلادی، ۱۷ مقصد جدید را به فهرست مقصدهای خود اضافه کرد که شامل: آنکارا، حلب، بنگلور، بارسلون، بروکسل، بخارست، بوداپست، بوینس آیرس، کپنهاگ، هانوی، مونترال، نیس، پوکت، سائوپائولو، شیراز، اشتوتگارت و توکیو می‌شوند. همچنین تا پایان سال ۲۰۱۱ نیز خطوط باکو، تفلیس، کلکته، مدینه، اسلو، صوفیه و ونیز نیز گشایش یافت.

## ساختار سازمانی

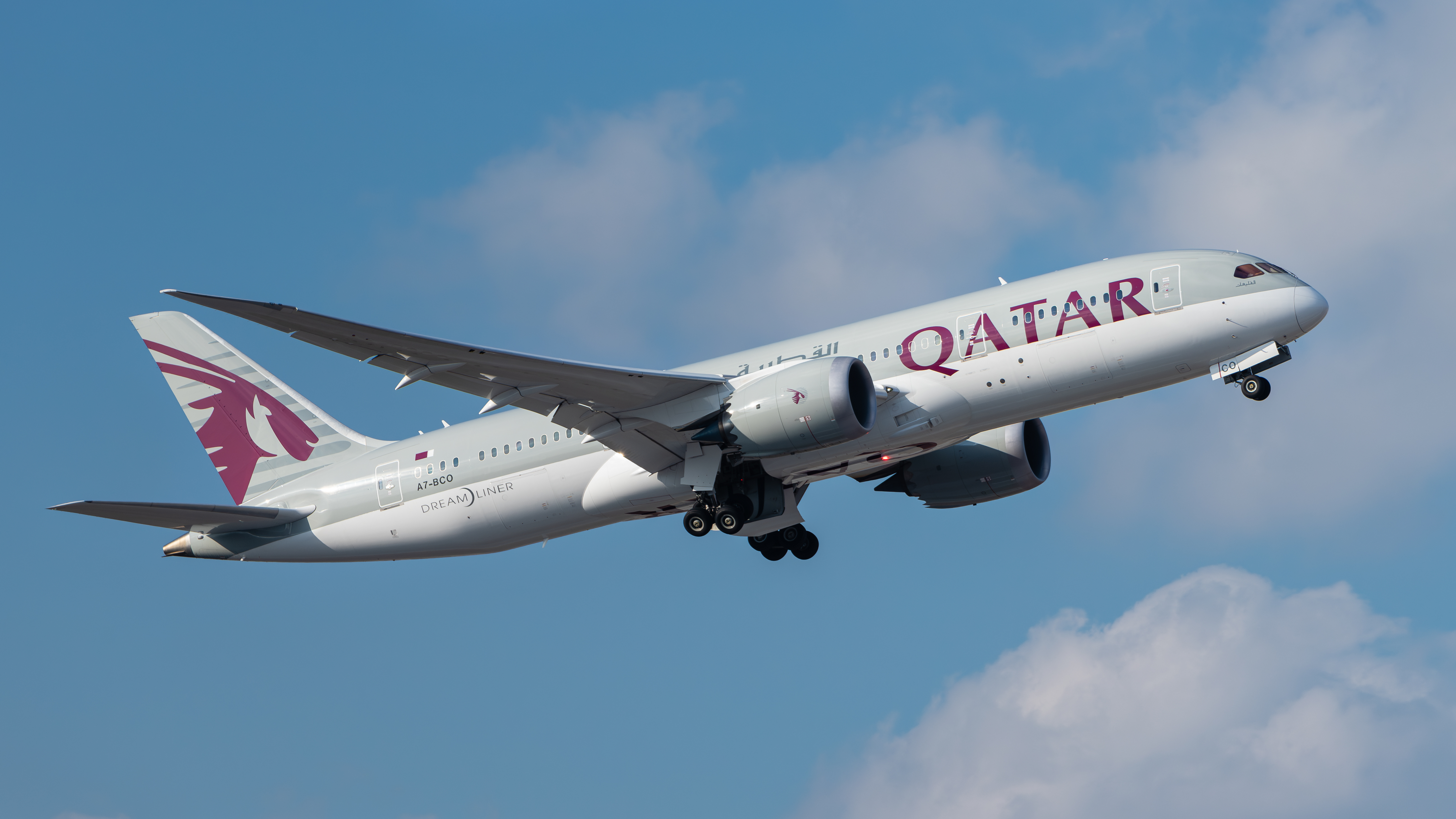
نگاره‌ای از یک بوئینگ ۸–۷۸۷ دریم‌لاینر متعلق به هواپیمایی قطر در حین اوج گرفتن از فراز باند پرواز فرودگاه مونیخ

خطوط هوایی هواپیمایی قطر از زیرمجموعه‌های گوناگونی به نام‌های ۱) حمل و نقل هوایی قطر ۲) قطر ایرکرفت کترینگ کمپانی ۳) قطر ایرویز هالیدیز ۴) یونایتد مدیا اینترنشنال ۵) قطر دیوتی فری ۶) قطر اوییشن سرویس ۷) قطر دیستریبیوشن کمپانی و ۸) قطر اکسکیوتیو تشکیل شده‌است.

### حمل‌ونقل بار
هواپیمایی قطر برای جابجایی بار، سه فروند بوئینگ ۷۷۷ سفارش داد که نخستین آن‌ها در ۲۴ مه ۲۰۱۰ تحویل داده شد. شرکت باربری در ۱۸ اوت ۲۰۱۰ افتتاح شد و نخستین پرواز خود را با یک بوئینگ ۷۷۷ از دوحه به شیکاگو که در آمستردام یک توقف داشت، انجام داد. این شرکت توانایی سرویس دادن به ۷۵۰٬۰۰۰ تن بار در سال توسط فاز اول توسعه آن را دارد. از بوئینگ ۷۷۷ معمولاً در مسیر آسیای دور و اروپا استفاده می‌شود. در بقیه مسیرها از هواپیماهای ایرباس استفاده می‌شود.

### سازمان اجرایی قطر
سازمان اجرایی قطر تابع هواپیمایی قطر است که دارای چند هواپیمای جت بسیار سریع است که مخصوص امیر قطر خریداری شده‌اند. رنگ این هواپیماها معمولاً خاکستری یا کبود هستند و روی آن‌ها یک آهو که برگرفته از پرچم ملی قطر است نقاشی می‌شود.

### سوخت جدید
در ۱۹ اکتبر ۲۰۰۹ هواپیمایی قطر به علت افزایش بهای نفت، سوخت جدیدی را برای ناوگان خود به کار برد. این سوخت که ترکیبی از گاز طبیعی و بنزین سفید بود برای قطر بسیار ارزان است زیرا قطر بعد از روسیه و ایران دارای سومین منابع گاز طبیعی دنیا است. نخستین هواپیمایی که با این سوخت پرواز کرد یک ایرباس A۳۴۰–۶۰۰ بود که از دوحه تا لندن با موفقیت پرواز کرد. اما کارشناسان این سوخت را به علت فرایند پیچیده تولید آن، آنقدر که مدیرعامل هواپیمایی قطر (اکبر الباکر) ادعا می‌کند به صرفه نمی‌دانند.

### خدمه و مهمانداران
هواپیمایی قطر یکی از سختگیرترین شرکت‌های هوایی در استخدام مهمانداران و خلبانان مورد نیاز خود است. این شرکت به مدت هفت سال متوالی در خاورمیانه و از سال ۲۰۰۹ تا هم‌اکنون نیز در دنیا توسط مؤسسه Skytrax برنده بهترین خدمه شد.

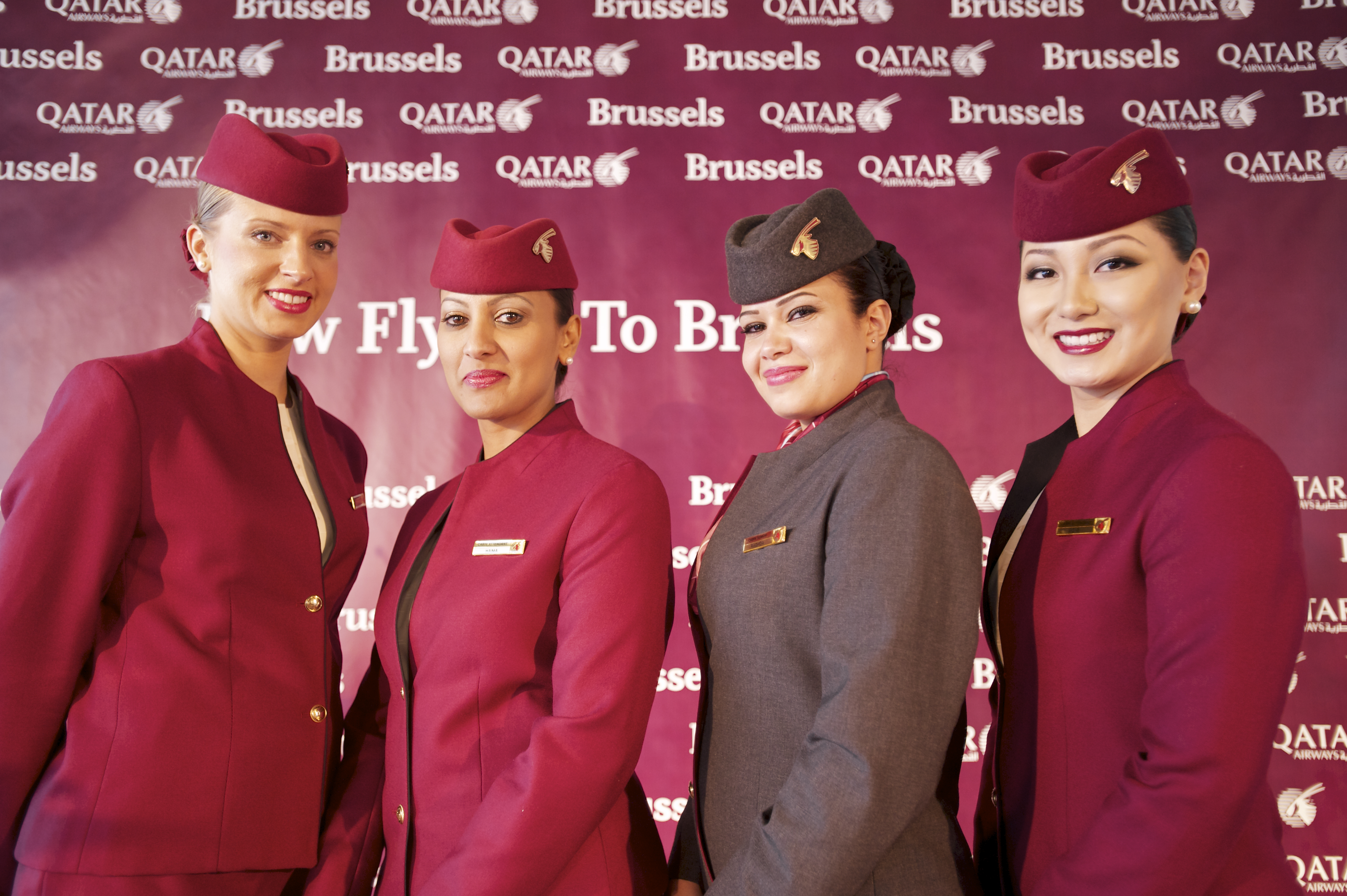
کارمندان مهماندار هواپیما در هواپیمایی قطر

## مقصدهای پروازی
هواپیمایی قطر از معدود شرکت‌های هوایی است که به‌طور مداوم به هر پنج قاره جهان پرواز دارد. خطوط هوایی دیگر که به هر پنج قاره پرواز دارند شامل ایر فرانس، بریتیش ایرویز، دلتا ایرلاینز، هواپیمایی امارات، هواپیمایی کره، سنگاپور ایرلاینز، هواپیمایی مالزی، کانتاس و یونایتد ایرلاینز می‌شوند.

در ژوئن ۲۰۱۷ و با آغاز بحران روابط سیاسی ۲۰۱۷ قطر با دیگر کشورهای عربی، چهار کشور عربستان سعودی، مصر، امارات متحده عربی و بحرین، مرز هوایی به روی این هواپیمایی را بستند. به این ترتیب قطر از بازار مسافران هوایی این کشورها محروم شده و مجبور به استفاده از مسیرهای طولانی‌تر شد. اما در مقابل، ایران مرز هوایی خود را به روی آن باز کرد.

کشورهای مقصد هواپیمایی قطر (آوریل ۲۰۱۴)

### ایران
از دوحه به:
- فرودگاه بین‌المللی شهید بهشتی اصفهان
- فرودگاه قشم
- فرودگاه شیراز
- فرودگاه مشهد
- فرودگاه امام خمینی تهران[۱۷]

### قرارداد نماد مشترک
هواپیمایی قطر با هواپیمایی‌ها و سامانه‌های قطار زیر قرارداد نماد مشترک دارد:
- ایر بوتسوانا
- امریکن ایرلاینز
- آسیانا ایرلاینز
- آذربایجان ایرلاینز
- بانکوک ایرویز
- بریتیش ایرویز
- کاتای پاسیفیک
- کام‌ایر (آفریقای جنوبی)
- فن‌ایر
- گول ایر ترنسپورت
- خطوط هوایی ژاپن
- جت‌بلو
- مالزی ایرلاینز
- هواپیمایی خاورمیانه
- هواپیمایی پادشاهی مراکش
- الملکیه الاردنیه
- اس۷ ایرلاینز
- سان-ایر اسکاندیناوی[۱۹]
- اس‌ان‌سی‌اف (ریل‌وی)[۲۰]
- سریلانکان ایرلاینز
- ویولینگ
- ایبریا ایرلاین[۲۱]

## کابین‌ها

### کلاس درجه‌یک
در فرست کلاس صندلی‌ها مجهز به ماساژور، سامانه سرمایش و گرمایش، تلویزیون لمسی، حمام، تخت خواب و در بعضی موارد اتاق خصوصی هستند. کلاس درجه یک این شرکت در حال حاضر تنها در هواپیماهای ای ۳۸۰ در دسترس بوده و همچنین هواپیماهای ای ۳۵۰ و بوئینگ ۷۸۷ این شرکت دارای دو کلاس تجاری و اقتصادی هستند. این کلاس در هواپیمای ای ۳۸۰ با چیدمان ۱-۲-۱ در هر ردیف ارائه می‌شود.

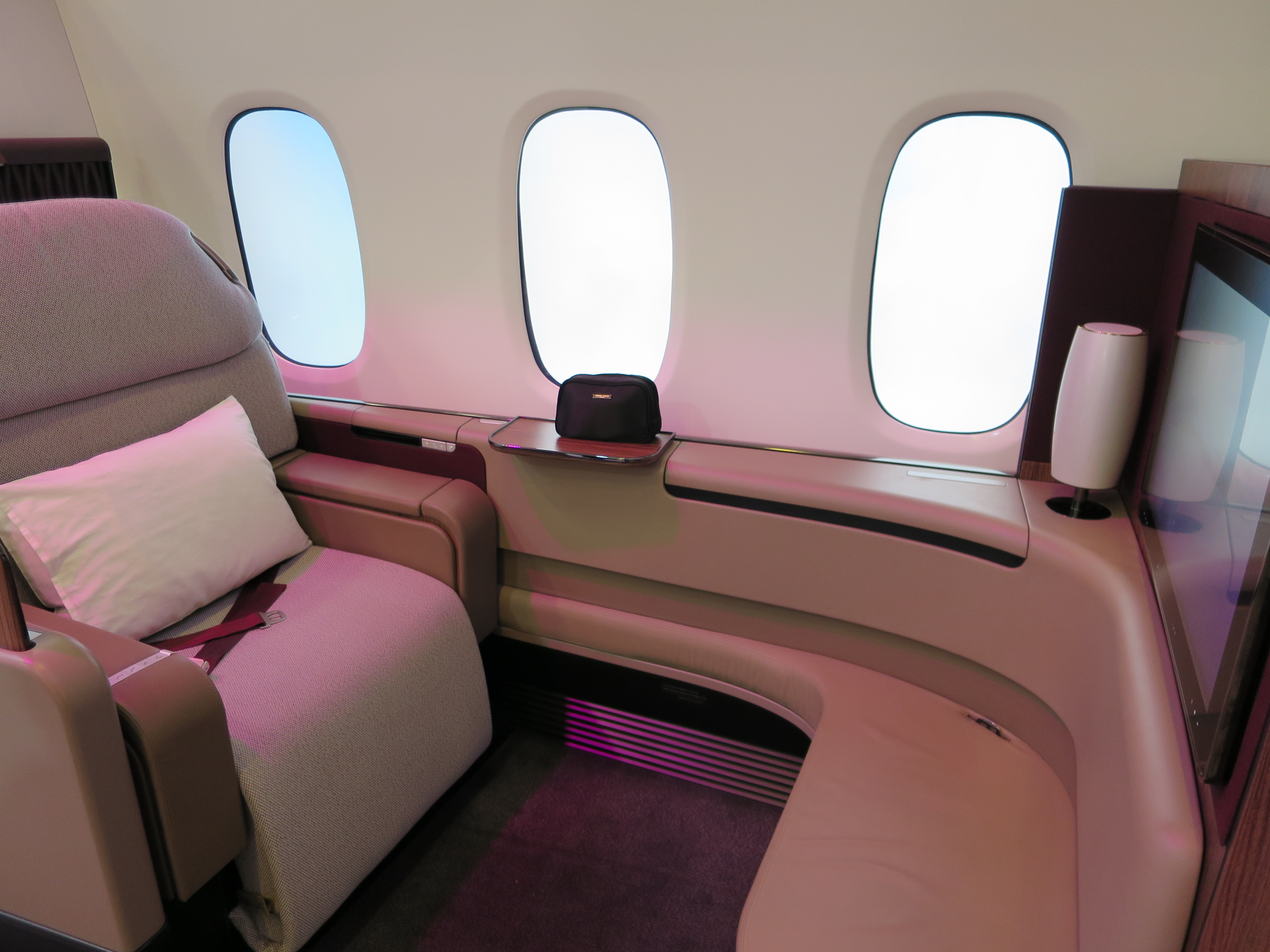
کابین درجه یک هواپیمای ای ۳۸۰ هواپیمایی قطر

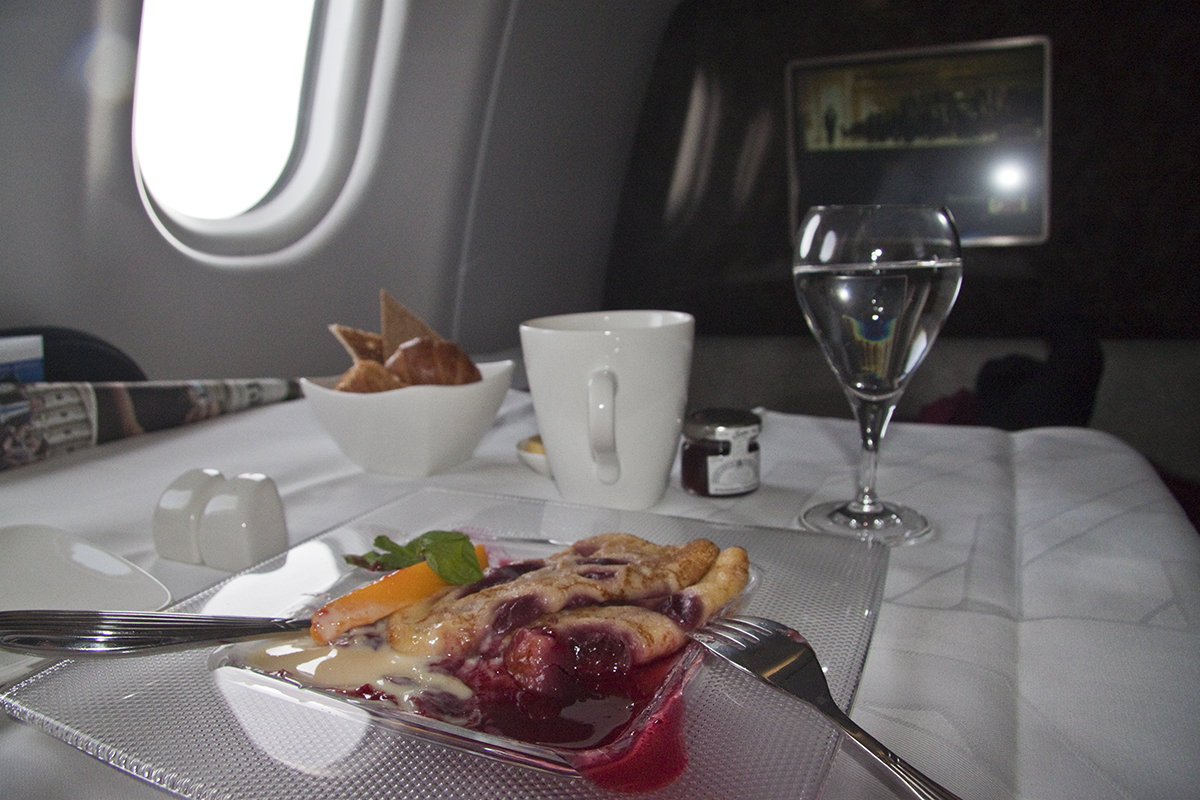
صبحانه عرضه شده در کلاس درجه یک هواپیمایی قطر

### کلاس تجاری
هواپیمایی قطر از سال ۲۰۰۴ رسماً شروع به فروش عمومی بلیط‌های قسمت تجاری کرد. استانداردهای هواپیمایی قطر در مورد کلاس تجاری با استانداردهای اسکای‌ترکس تفاوت دارد و هواپیمایی قطر از استانداردهای بالاتری پیروی می‌کند. در نتیجه کلاس‌های تجاری برای پرواز با هواپیمایی قطر به صرفه تر هستند. صندلی که تا ۱۸۰ درجه خم می‌شود و می‌تواند به یک تخت تبدیل شود، آی‌پی‌تی‌وی در ایرباس‌ها، کافه، شراب‌های مرغوب از جمله خدمات کلاس تجاری هواپیمایی قطر هستند.

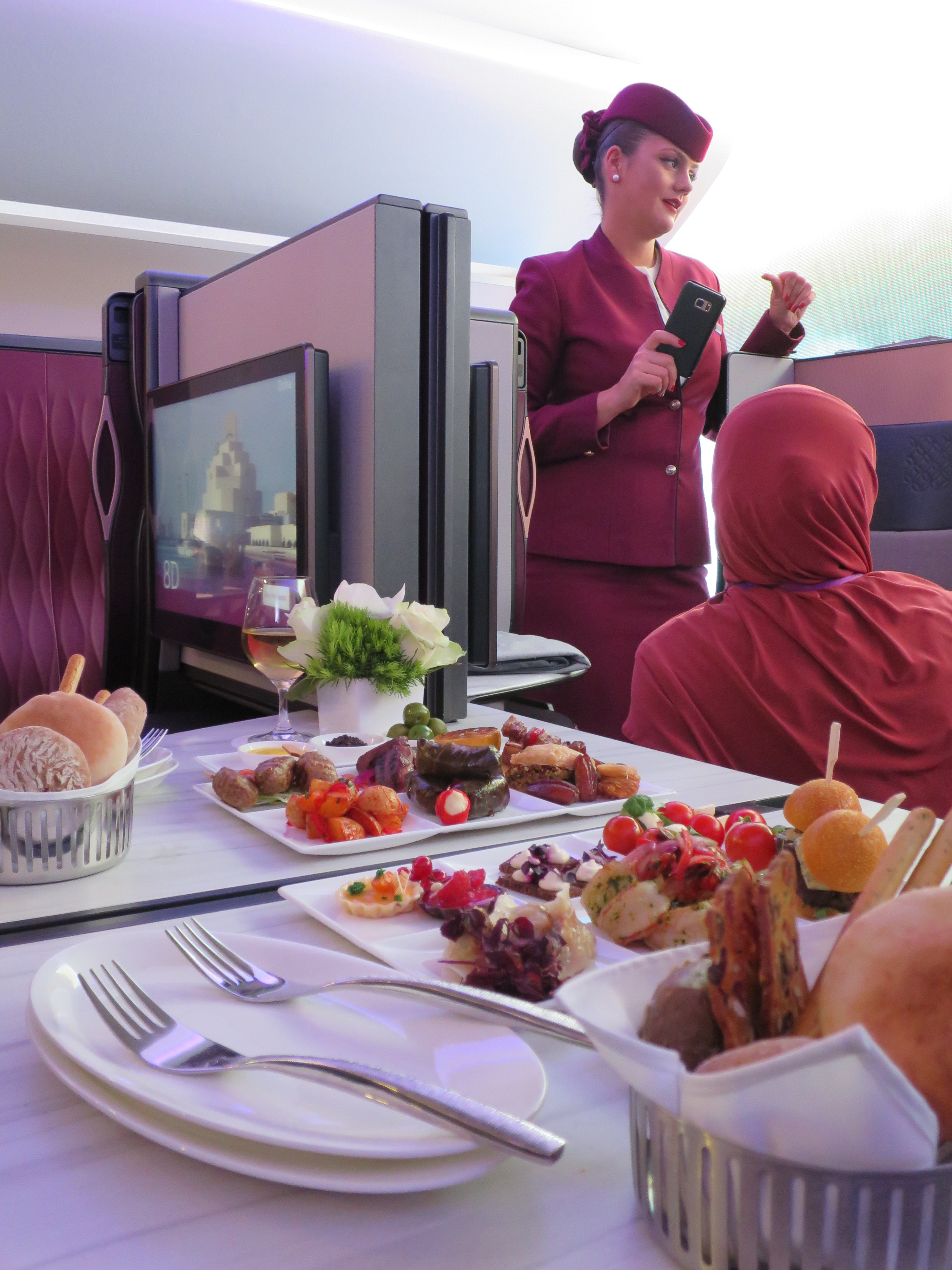
خوراک عرضه شده در کلاس تجاری هواپیمایی قطر

### کلاس اقتصادی
تمامی کلاس‌ها برای هر صندلی صفحه نمایش مخصوص دارند که شبکه‌های مختلف اروپایی و عربی را نمایش می‌دهند. این صفحه‌های نمایش در بین تمام ایرلاین‌ها در کلاس اقتصادی بزرگ‌ترین هستند و ۳۴ اینچ طول دارند.

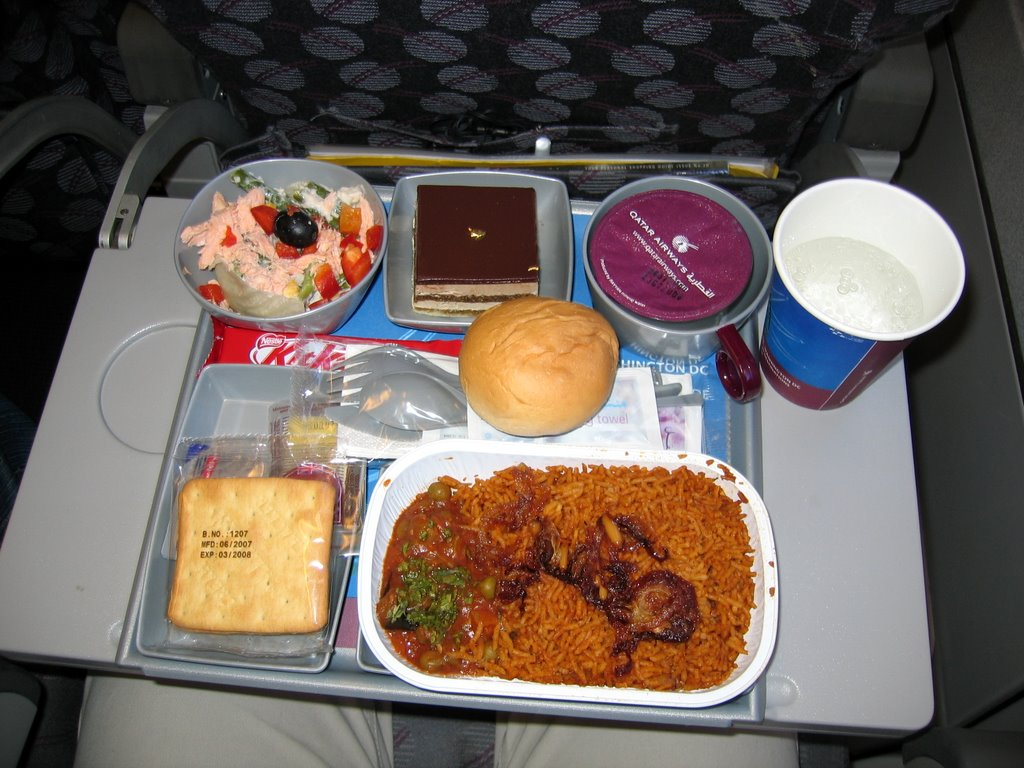
خوراک عرضه شده در کلاس اقتصادی هواپیمایی قطر

## سرگرمی‌های داخل هواپیما
سامانه سرگرمی داخل پرواز هواپیمایی قطر اوریکس وان نام دارد. تمامی هواپیماهای این شرکت بجز بعضی مدل‌های ای‌۳۱۹ و ای‌۳۲۰ به صفحه‌های نمایش و مجموعه فیلم، موسیقی، برنامه‌های تلویزیونی، بازی، نقشه‌های جهانی، اطلاعاتی دربارهٔ کشور و شهر مقصد و یک تلفن شخصی مجهز شده‌اند. هواپیماهای هواپیمایی قطر مجهز به سالن سمینار، کافی شاپ و نایت کلاب هستند.

## ناوگان

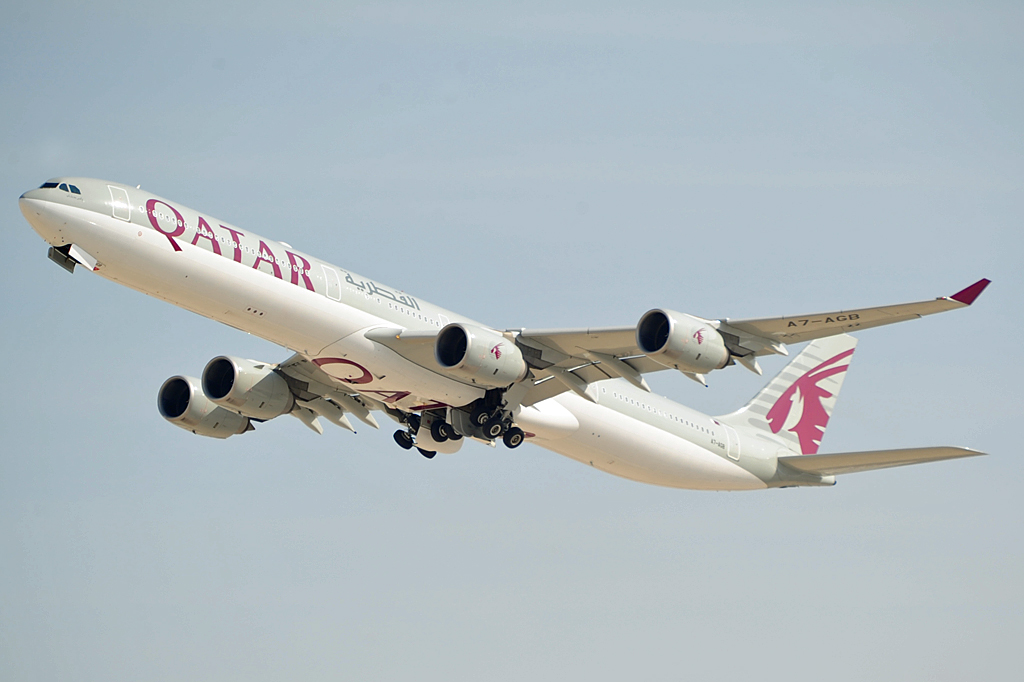
هواپیمای ایرباس ای۳۴۰ متعلق به هواپیمایی قطر

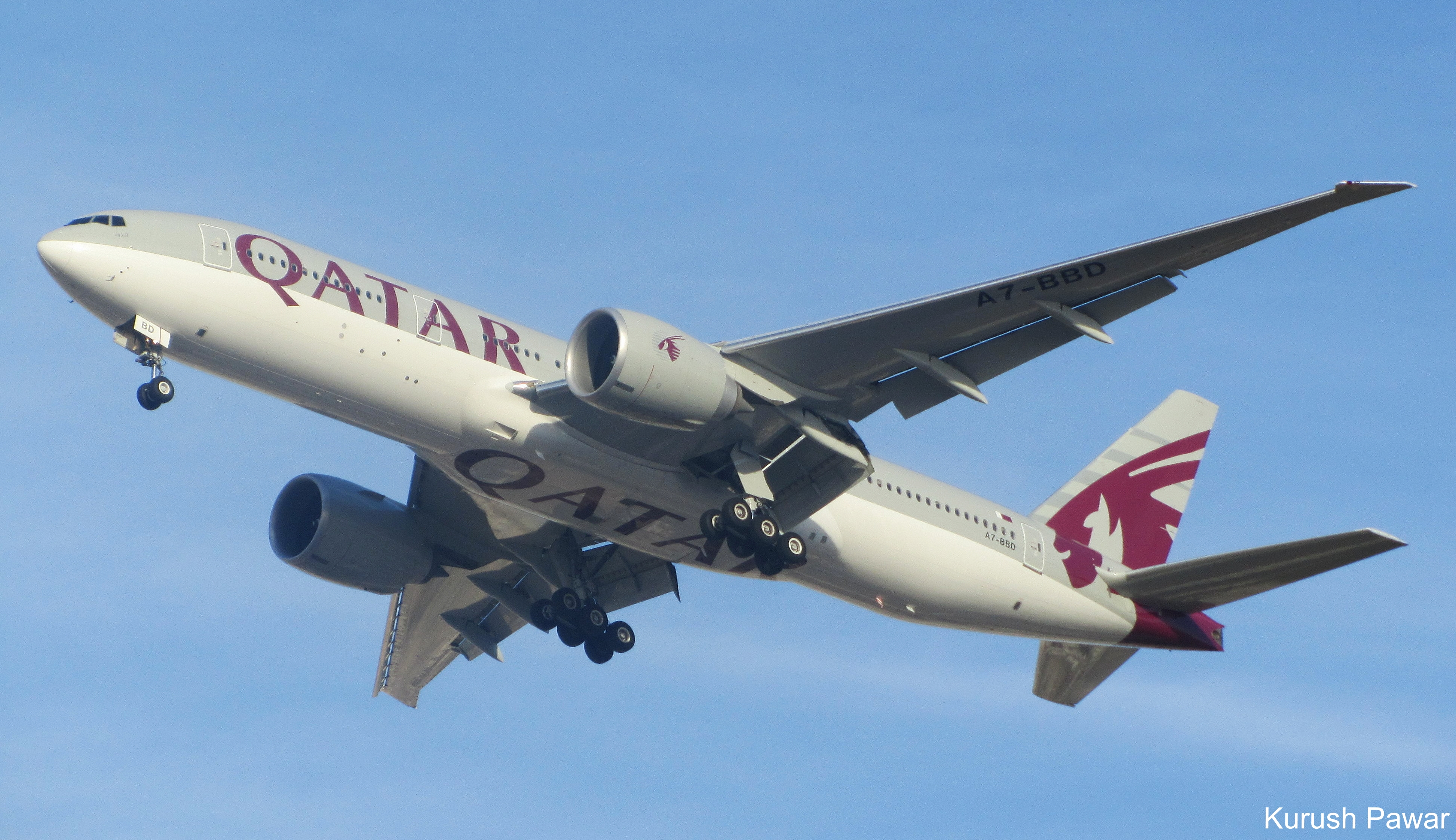
هواپیمای بوئینگ ۷۷۷ متعلق به هواپیمایی قطر

## حوادث
- در ۱۹ آوریل ۲۰۰۷ یک فروند هواپیمای ایرباس ای۳۰۰ که در یک آشیانه در فرودگاه بین‌المللی ابوظبی آتش گرفت و بال سمت راست هواپیما کاملاً در آتش سوخت اما هیچ‌کس آسیب ندید.[۳۷][۳۸]
- در ۱ ژوئن ۲۰۰۶ یک پرواز هواپیمایی قطر در راه دوحه به شانگهای، دچار حادثه و مجبور به فرود اضطراری در فرودگاه بین‌المللی ایندیرا گاندی دهلی نو شد. هیچ‌یک از مسافران یا خدمه آسیب ندیدند.
- در دسامبر سال ۲۰۱۷ یک فروند ایرباس ۳۲۰ با کد ثبتی A7-AIB در فرودگاه دوحه از ناحیه آنتن سیستم سرگرمی روی سقف هواپیما دچار آتش‌سوزی شد که به کابین خسارت جدی وارد کرد.[۳۹]

## حواشی
یک مسافر زن در راهروی هواپیما پرواز ملبورن به دوحه شرکت هواپیمایی قطر، دچار عارضه پزشکی شد و تلاش کادر پرواز برای احیا بی‌نتیجه ماند و این مسافر در همان لحظات جان باخت. میتچل رینگ، مسافری که به همراه همسرش کنار جسد نشسته بود، می‌گوید خدمه پرواز ابتدا سعی کردند جسد زن را به کلاس تجاری منتقل کنند اما به دلیل جثه بزرگ وی، موفق نشدند او را از راهرو عبور دهند. دو صندلی خالی در ردیف این زوج وجود داشته است که خدمه پرواز از آن‌ها خواستند جابه‌جا شوند تا جسد در کنارشان قرار بگیرد. پس از فرود هواپیما در دوحه، خدمه از این دو مسافر که قصد داشتند از دوحه به ایتالیا پرواز کنند، درخواست کردند که روی صندلی‌های خود بمانند تا تیم امداد بتواند جسد را از هواپیما خارج کند. رینگ گفت: «باورم نمی‌شود که از ما خواستند سر جایمان بمانیم... تجربه بسیار ناخوشایندی بود.»

## گاهشمار
- ۲۲ نوامبر ۱۹۹۳: تأسیس هواپیمایی قطر (قطر ایر)[۷]
- ۲۰ ژانویه ۱۹۹۴: نخستین پرواز هواپیمایی قطر از دوحه به مقصد امان اردن[۴۳]
- اکتبر ۱۹۹۶: انتصابات تیم مدیریتی جدید
- ۲۴ مارس ۱۹۹۷: دریافت نخستین هواپیمای خصوصی شرکت (یک فروند ایرباس A۳۰۰–۶۰۰) با لوگوی جدید[۴۴]
- ۱ فوریه ۱۹۹۹: خرید چند ایرباس مدرن از شرکت اجاره هواپیمای سنگاپور SALE[۴۵]
- می۲۰۰۲: فروش تمامی سهام دولت قطر در گلف ایر بحرین برای تمرکز بیشتر روی هواپیمایی قطر[۴۶][۴۷]
- ۱۰ می ۲۰۰۳: دریافت نخستین محموله ایرباس شامل ایرباس A۳۳۰–۲۰۰
- ۱۱ ژانویه ۲۰۰۴: سفارش چند ایرباس A۳۸۰ و A۳۴۰–۶۰۰ در نمایشگاه هوایی دبی
- ۱۳ ژوئن ۲۰۰۵: خرید نخستین سری جدید ایرباس به ارزش ۱۵ میلیارد دلار آمریکا در نمایشگاه هوایی پاریس
- ۸ سپتامبر ۲۰۰۶: دریافت نخستین محموله ایرباس A۳۴۰–۶۰۰ به فرودگاه دوحه
- ۱۸ ژوئن ۲۰۰۷: سفارش ۸۰ ایرباس A۳۵۰ به ارزش ۱۶ میلیارد دلار آمریکا در نمایشگاه هوایی پاریس و تبدیل شدن به بزرگ‌ترین مشتری این سری از هواپیماها
- ۲۷ ژوئن ۲۰۰۷: نخستین پرواز هواپیمایی قطر از دوحه به نیویورک ایالات متحده آمریکا
- ۱۱ نوامبر ۲۰۰۷: سفارش ۶۰ بوئینگ ۷۸۷ و ۷۷۷
- ۲۲ نوامبر ۲۰۰۷: دریافت نخستین بوئینگ ۳۰۰–۷۷۷ در فرودگاه دوحه
- ۱۵ ژوئن ۲۰۰۹: پیش خرید ۲۰ ایرباس A۳۲۰ و ۴ ایرباس A۳۲۱ با قیمت ۲ میلیارد دلار آمریکا در نمایشگاه هوایی پاریس
- ۳ فوریه ۲۰۰۹: دریافت نخستین بوئینگ ۷۷۷-LR در فرودگاه دوحه
- ۱ دسامبر ۲۰۰۹: نخستین پرواز هواپیمایی قطر به قاره اقیانوسیه به مقصد ملبورن
- ۱۸ می ۲۰۰۹: نخستین پرواز مسافری با بوئینگ ۷۷۷ به مقصد آمستردام. پیش از این در هواپیمایی قطر از بوئینگ فقط برای جابجایی بار استفاده می‌شد.
- ۲۲ ژوئن ۲۰۱۰: دریافت عنوان بهترین شرکت هواپیمایی جهان در نمایشگاه هوایی پاریس